# Rudi Gernreich
Rudi Gernreich, né le 8 août 1922 à Vienne (Autriche) et mort le 21 avril 1985 à Los Angeles (États-Unis), est styliste autrichien ayant acquis par la suite la nationalité américaine.
Il est surtout connu pour avoir introduit le monokini dans la mode. Si sa carrière faite d'expérimentations est peu couverte de succès commerciaux, il est pourtant à l'origine d'une rupture dans le conservatisme vestimentaire qui prévaut dans les années 1950.

## Biographie
Rudi Gernreich est le fils d'un fabricant de lingerie. Juste avant la Seconde Guerre mondiale, il fuit avec sa mère en Californie afin d’échapper aux persécutions des nazis. Il obtiendra la nationalité américaines quelque temps plus tard. Après la Guerre, il cesse sa carrière de danseur, « Je n'ai jamais été un bon danseur… Je voulais devenir chorégraphe, mais ce n'est jamais arrivé », et travaille dans la confection. Étant en désaccord sur le principe de copier les modèles français, il est renvoyé. 

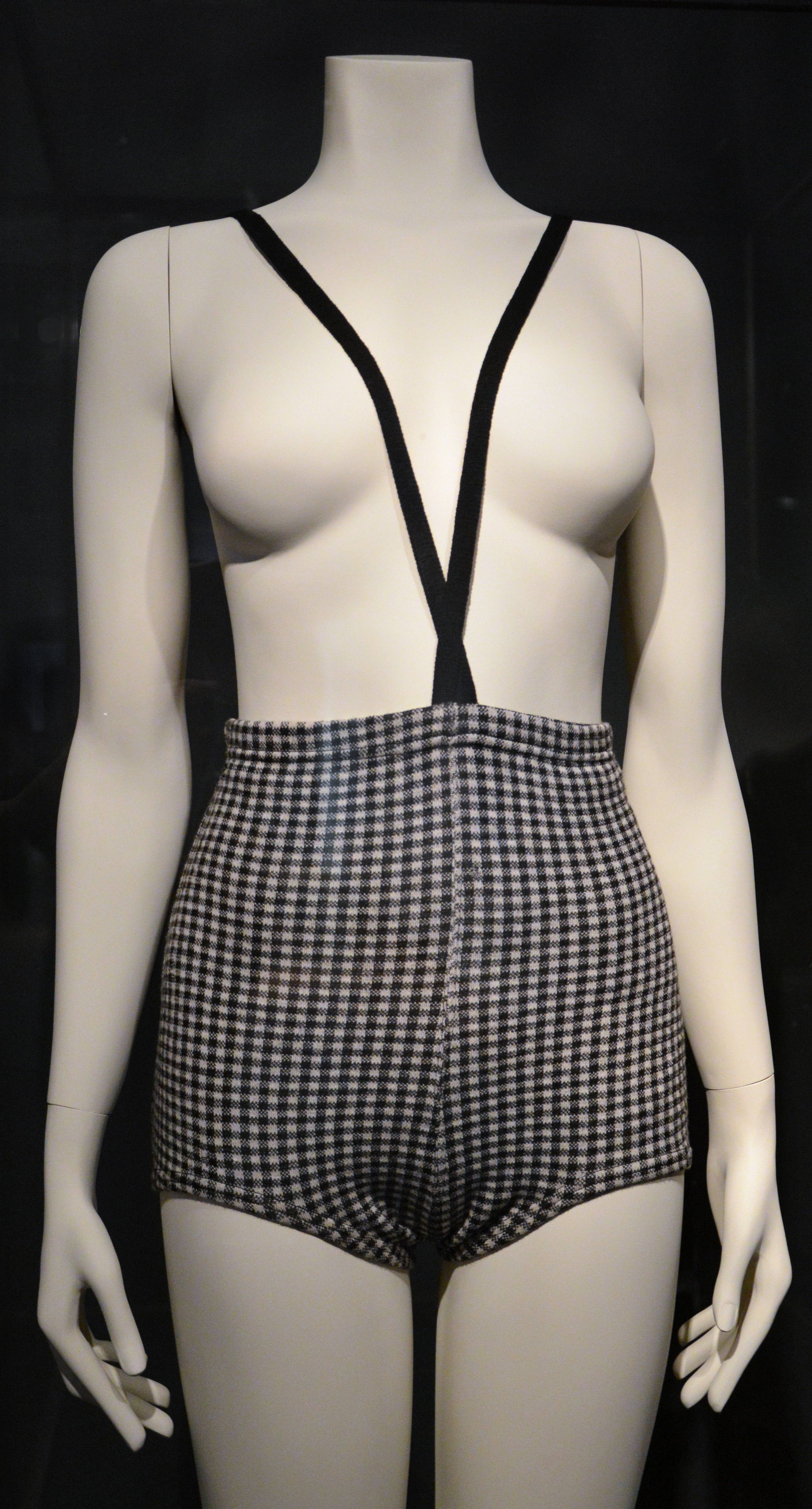
Le monokini original de 1964 de Rudi Gernreich, un maillot de bain seins nus.

Dès 1951, il connait le succès en s’associant avec Walter Bass, et travaillant dans la boutique de Los Angeles JAX, il présente ses premiers modèles : des robes ceinturées de tweed ou vichy. L'année suivante, il part pour New York, et soutenu par la journaliste Sally Kikland (en) du magazine Life, il y présente sa collection. Cette même année, il dessine son premier monokini. Au milieu des années 1950, il dessine des maillots de bain, puis plus tard développe des accessoires, pièces dont il est convaincu de l'importance autant que les vêtements. Mais dans la décennie à venir, Rudi Gerneich va bouleverser les tabous conservateurs de l'après-guerre.
Au début des années 1960, il fonde alors sa propre entreprise de confection GR Designs Incorporated. Dans la première partie de la décennie, alors que Mary Quant a libéré les jambes des femmes avec la minijupe, il lance une robe « seins-nus » — un échec commercial — puis le monokini aidé de son mannequin fétiche Peggy Moffitt, un maillot de bain en laine composé d'une grande culotte avec une couture au centre et une bretelle tricotée faisant le tour du cou,, ainsi que le soutien-gorge « no bra » sans armatures ni coussinets de mousse : la réception alterne entre des avis mitigés jusqu'au scandale. Après la première saison, trois mille exemplaires du monokini — mot dont il est le créateur — sont vendus,. Il continue malgré tout d'innover avec des créations inspirées de la lingerie, des hommes qu'il habille de jupe promouvant la « notion d'unisexe », ou utilisant de grandes fermetures éclair comme décorations. Vers 1964 apparaissent en France à Saint Tropez les premiers seins nus. En une décennie, le monokini va se multiplier sur de nombreuses plages. En décembre 1967, il fera la couverture du Times,, chose rare pour un styliste.
À partir de 1974, il crée les costumes unisexes de la série Cosmos 1999. 
Son souhait a toujours été de créer des vêtements « pour des femmes modernes et sexuellement libérées ».
En 2012, des rumeurs de refondation de la marque sont publiées par la « bible » WWD.

### Filmographie
- Ma vie à moi
- Skidoo
- Alien Attack
- Cosmos 1999